# Masam Bulau
Masam Bulau is een bestuurslaag in het regentschap Lahat van de provincie Zuid-Sumatra, Indonesië. Masam Bulau telt 836 inwoners (volkstelling 2010).